# SOWA-Zentrum
Das Informations- und Analyse-Zentrum „SOWA“ (russisch Информационно-аналитический центр „Сова“, englisch SOVA Center) ist eine Nichtregierungsorganisation in Russland. Seine Forschungs- und Publikationsthemen sind Rassismus, Nationalismus und Menschenrechte in Russland.
Der Verein berichtet über politischen Nationalismus seitens russischer Behörden, um dem Extremismus entgegenzuwirken.

## Geschichte
Das SOWA-Zentrum wurde 2002 aus dem Informations- und Forschungszentrum „Panorama“ mit Unterstützung der Moskauer Helsinki-Gruppe gegründet.
Vorsitzender ist seitdem Alexander Markowitsch Werchowski.
2015 startete die russische Nichtregierungsorganisation "Bürgerunterstützung" mit unmittelbarer Beteiligung des SOWA-Zentrums das Projekt "Karte von Hass-Attacken". Dabei handelt es sich um eine interaktive Online-Karte von Angriffen, die durch politische, ideologische, rassistische, nationale oder religiöse Zwietracht motiviert sind.
Am 30. Dezember 2016 wurde das Zentrum vom Justizministerium der Russischen Föderation in die sogenannte Liste der "ausländischen Agenten" aufgenommen.
Am 27. April 2023 verfügte ein Moskauer Gericht die Auflösung der Organisation. Am 17. August 2023 wies das Erste Berufungsgericht die Klage gegen den Auflösungsbeschluss ab, der damit rechtskräftig wurde. Die Teilnehmer der Organisation beschlossen, ihre Arbeit als eine Gemeinschaft von Forschern unter dem Namen "Forschungszentrum Sowa" fortzusetzen.